# 長洲醫院
長洲醫院（英語：St. John Hospital，醫院管理局內部代碼：SJH）位於香港離島區長洲東灣長洲醫院路，於1932年興建，於1934年竣工，由醫院管理局管理。長洲醫院有兩座大樓，包括醫院大樓及於1974年擴建的門診部大樓，合共設有93張病床，為居民提供普通科醫療、老人科、胸肺科、家庭計劃指導及母嬰健康、糖尿病及牙科服務，並且接收需要療養及延續護理的病人。此外，醫院設有24小時服務的急症室。

## 歷史

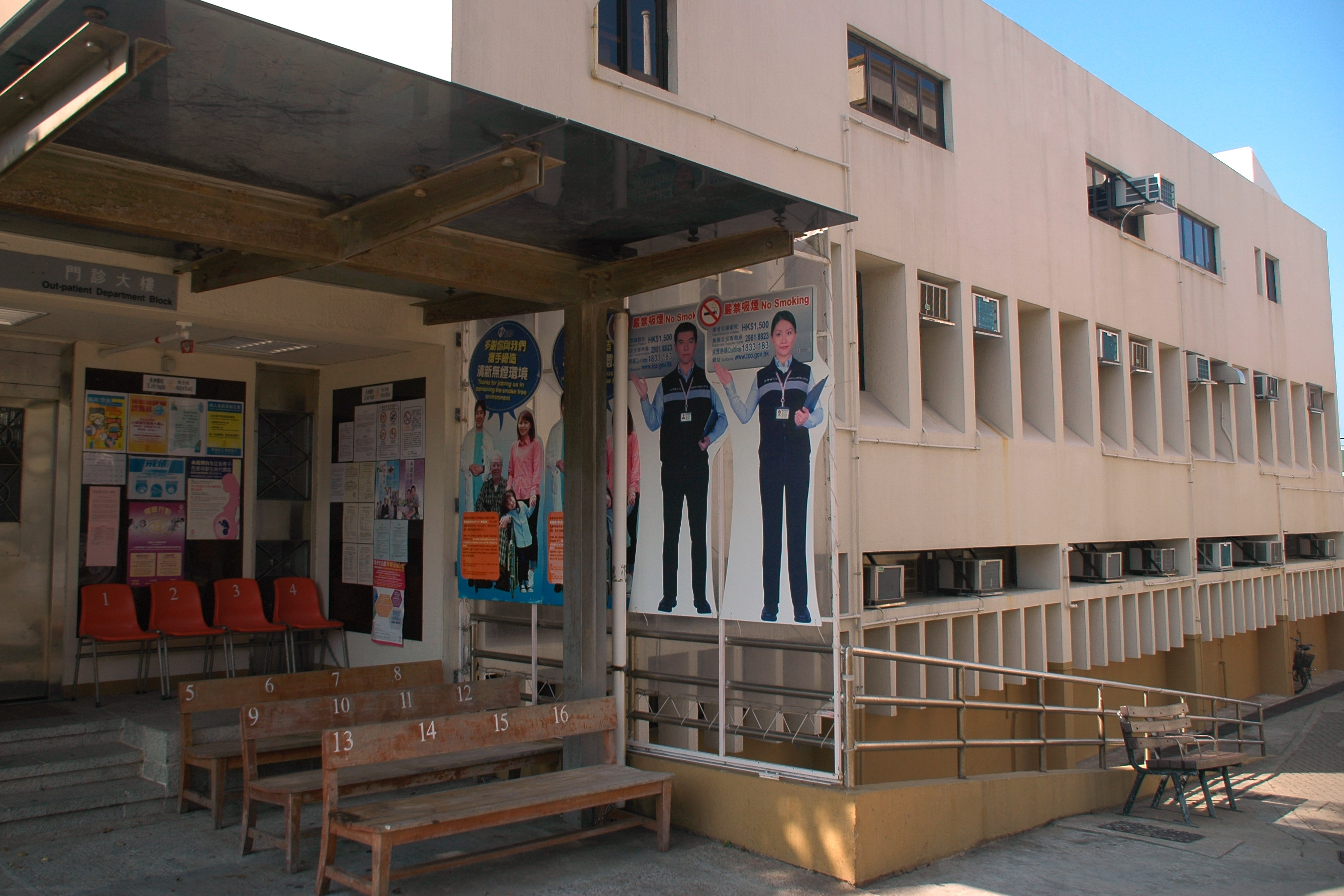
長洲醫院門診大樓

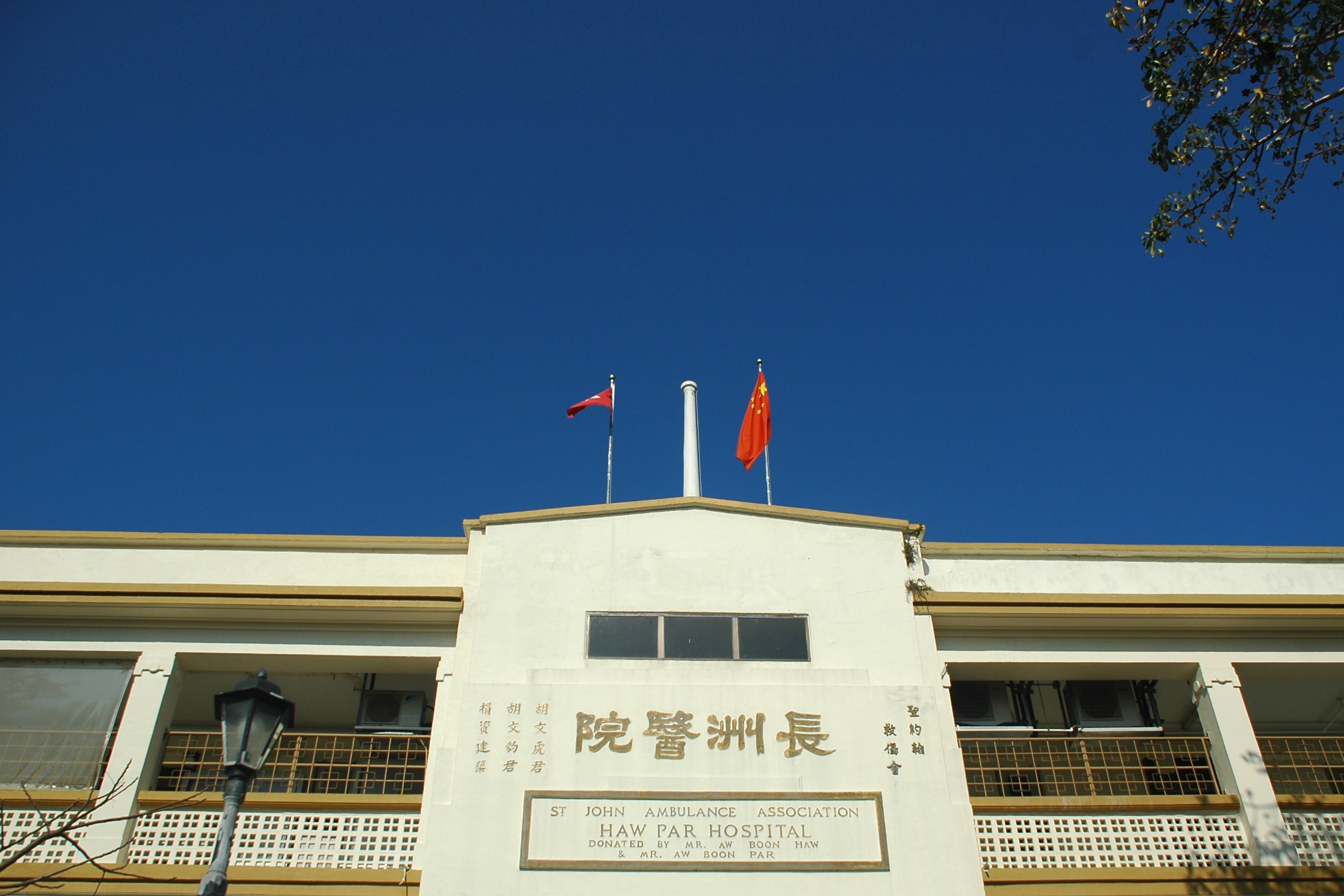
長洲醫院正門上方的中英文刻字。

長洲醫院由星島報業集團及虎标万金油的創辦人兼慈善家胡文虎與胡文豹昆仲，於1934年以聖約翰救傷會名義支持興建，正門牆上刻有 Haw Par Hospital Donated by Mr. Aw Boon Haw（胡文虎） and Mr. Aw Boon Par（胡文豹），反映醫院的贊助人及「虎豹醫院」的舊名。長洲醫院建成前，居民只能夠到長洲方便醫院以中醫醫治疾病。在1988年，方便醫院關閉後，長洲醫院成為島上唯一運作的醫院，雖然醫院設有24小時急症室，但限於長洲醫院規模有限，如遇危重病人便須要召喚政府飛行服務隊派出直升機運送病人到香港島設備較完善的醫院診治。
2005年，長洲搶包山活動獲得政府批准恢復後，長洲醫院推出災難應變計畫，每當發生災難時，院方就會緊急召喚醫生回來長洲，並且由政府飛行服務隊到市區接載醫護人員返回長洲服務。
長洲醫院也是現時全香港唯一聖約翰救傷隊建立的仍然存在慈善醫院。1930年代，聖約翰救傷隊曾在新界地區包括長洲、錦田、沙頭角、荃灣等地設立醫院，而當時集善醫院的病床由7至12張不等，聖約翰救傷隊並共設九間診所。只不過在1945年香港戰事結束後，聖約翰救傷隊在香港重組，其所成立的醫院和診所都交由香港政府管理，之後聖約翰救傷隊在香港只提供救護車和救護服務，聖約翰救傷隊的醫院和診所都已在香港消失。因此，長洲醫院成為香港的唯一仍然存在的聖約翰救傷隊所成立的醫院。

## 建築特色
三層高的醫院大樓以新古典主義設計，亦揉合了中國特色，如正門入口的月亮門及斗栱的裝飾。2010年1月22日被列為三級歷史建築。

## 交通
| 交通路線列表                                                    |
| --------------------------------------------------------------- |
| 長洲渡輪碼頭 渡輪 - 中環↔長洲 - 梅窩↔坪洲↔芝麻灣↔長洲（橫水渡） |

## 外部連結
- 長洲醫院